# Целибат
Целибат (на латински: coelibatus или caelibatus) e форма на аскетизъм, свързана със сексуално въздържание и безбрачие – отказ от обвързване и сключване на брак.

## Етимология
Произлиза от латинското caelebs, „неженен (а)“. Думата произхожда от два протоиндоевропейски корена, *kaiwelo- „сам“ и *lib(h)s- „живеене“.

## Будизъм
Основна статия: Будизъм.
Ролята на целибата в будизма, както в Тхеравада, така и в школите на Махаяна, води началото си от историческия Буда Шакямуни. Целибатът е препоръчван от него като начин на живот за хората, чиято практика е да са монаси и монахини. Единствено в Япония това не е строго следвано по исторически причини в политическото развитие след Реставрацията Мейджи. Принц Сидхарта Гаутама, който по-късно става известен като Буда, изоставя своята жена, принцеса Яшодхара и син Рахула и се отдава на аскетичен живот, търсейки начин да премахне източника на страдание. По-късно, когато той започва да преподава, жена му и синът му се включват в монашеската сангха и както е описано в будистките текстове, реализират постижение на архат.

## Хиндуизъм
В Хиндуизмът целибатът е обикновено асоцииран със садху („свети хора“), аскети, които се оттеглят от обвързаностите на света.

## Християнство

### Теологични основания за целибат
Целибатът в християнските църкви се свързва преди всичко с необходимостта от пълното отдаване на духовното лице само на Иисус Христос.
През първите векове на християнството на свещенослужителите е препоръчвано сексуално въздържание, без значение дали лицето е женено, или има семейство. При такова условие женените мъже били освещавани като свещеници, но нямали право да заемат по-високи длъжности. Заемащият висок пост в духовната йерархия го губел при положение, че влезе в брак.
През 306 г. Синодът санкционирал това положение и в каноничното право се изисквало желаещите да станат свещеници женени мъже да прекратят брака си. Съборът от 325 г. забранил на духовниците да живеят в един дом с жени, ако те не са техни родственици. В VII век, обаче, някои епископи и дори папи пренебрегнали това решение са имали съпруги. През VIII век целибатът отново влиза в каноничното право. Той става строго следен след разделянето на двете църкви, по времето на папа Григорий VII през XI век, и това положение е съхранено до днес.

### Католическа църква
В Католическата църква целибат се изисква за всички духовни лица – монаси, свещеници и епископи. Той е въведен постепенно в XI-XII век – първоначално сред монасите и окончателно при църковната реформа на папа Григорий VII.
Съвременното канонично право позволява да бъдат осветени като свещеници женени мъже само в три изключения:
- В Източнокатолическата църква;
- В църковните общества, отделили се от католическата църква (англикани, старокатолици), които по-късно са се върнали в католическата общност;
- в случаите на политическо преследване на католици (напр. в бившия СССР).

### Православна църква
В православната църква целибатът е задължителен за монашеството и епископите (които се избират само сред тази общност).
Целибатът не е изискване за свещениците, ако те са вече женени преди освещаването. Когато лицето е ръкоположено за свещеник преди да се ожени, то също е задължено да живее в целибат.

### Други християнски църкви
В другите християнски църкви – англиканската, протестантската, изискването за целибат е премахнато от всички нива в йерархията. Въпреки това, то е препоръчително.

### Критики
Сред християнската общност съществуват различни виждания за смисъла от целибат.
- Противниците на целибата при свещениците смятат, че женените свещеници са по-полезни за християнската общност, тъй като живеят с проблемите на семействата. Тази група критици счита, че с целибата се нарушават човешките права на свещениците.
- Поддръжниците на целибата при свещениците смятат, че не се нарушава човешките права, тъй като освещаването е доброволно. Приема се, също така, че жененият свещенослужител е обвързан с много ежедневни грижи около издръжка на семейството си и започва приема духовната си длъжност по-скоро като професия и източник на средства за съществуване. Тъй като в никоя религия свещеничеството не е доходоносно, духовното лице се поддава и на греховни дела.

## Секуларен
В 6 век пр.н.е. „Питагор сам установява малка общност, която се съсредоточава върху ученето, вегетарианството и сексуалното ограничаване или въздържание. По-късно философите смятали, че целибатът ще бъде продуктивен за откъсването и балансът, изисквани от философското начинание.“
Радикалната феминистка група Клетка 16 са препоръчвали силно целибата като предизвикателство към мъжката доминация, следвайки целибатна традиция датираща още от времето на ранните феминистки. Те препоръчвали жените да са отделно от „мъже, които не са изцяло отдадени на каузата за женското освобождение“, но препоръчвали всъщност периоди на целибат. Също така имало активистки, които били целибатни, за да отдадат енергия на своята кауза.